# St. Emmeram (Wemding)

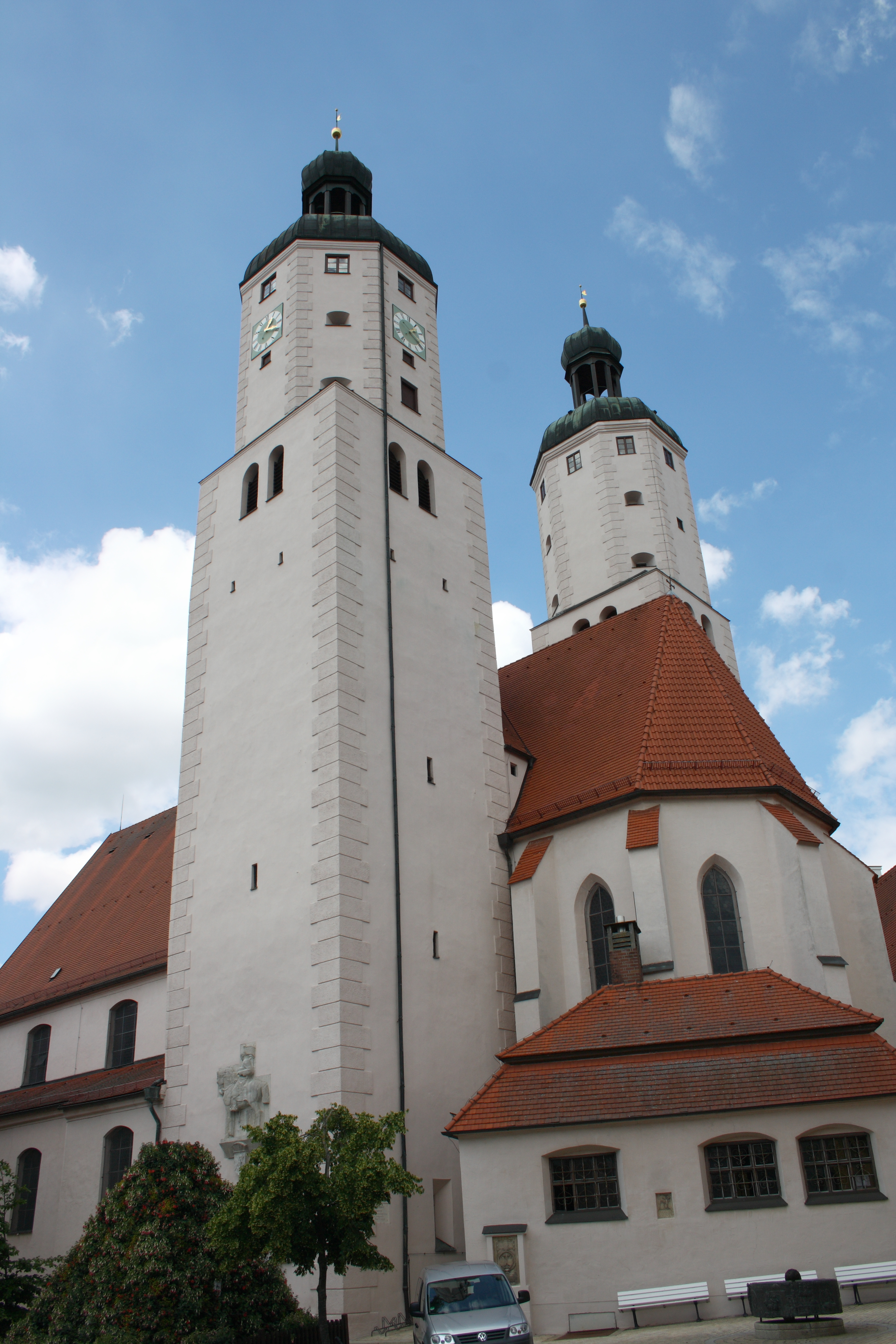
St. Emmeram in Wemding

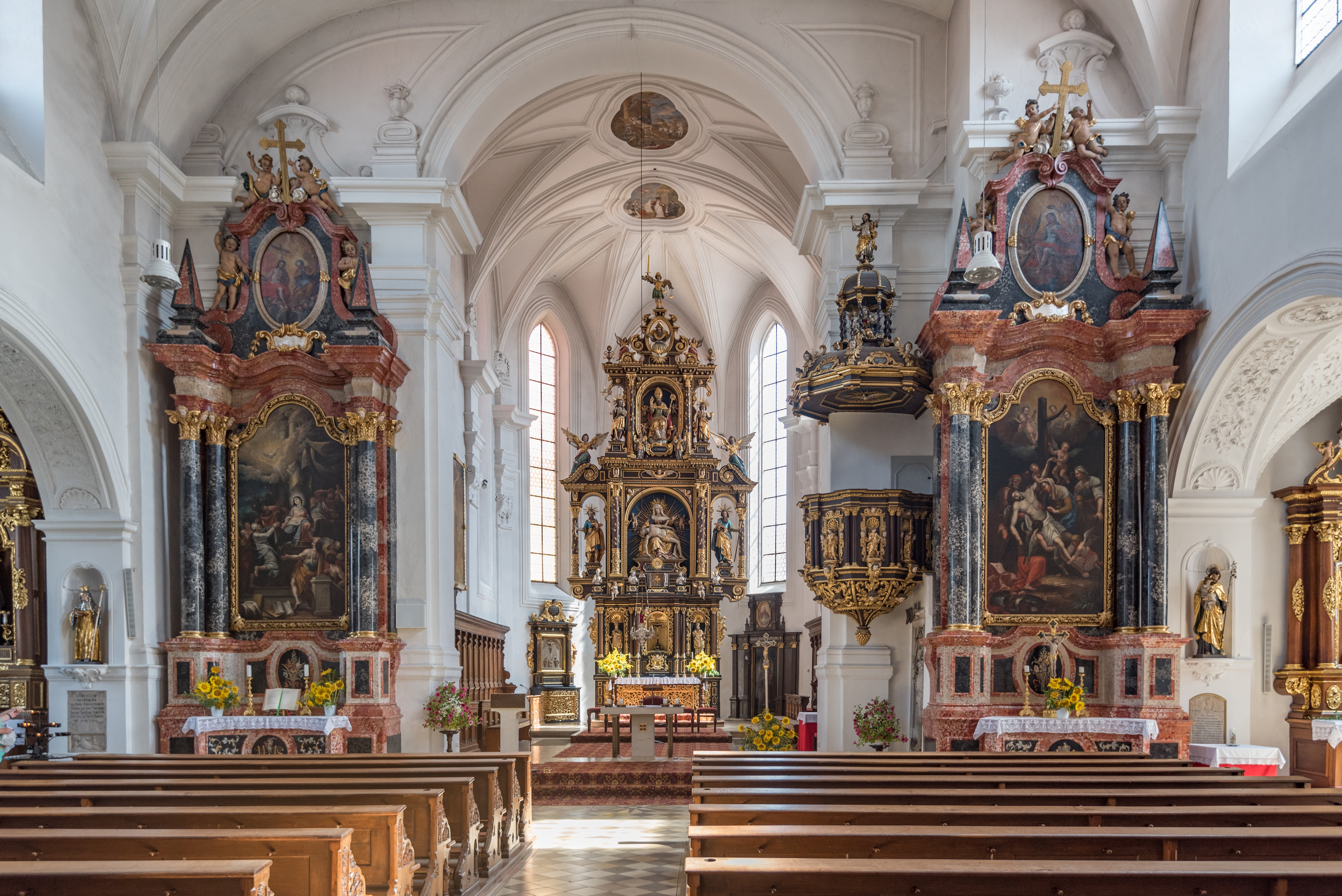
Innenraum

Die römisch-katholische Pfarrkirche St. Emmeram steht in Wemding, einer Stadt im schwäbischen Landkreis Donau-Ries in Bayern. Das Bauwerk ist in der Liste der Baudenkmäler in Wemding als Baudenkmal unter der Nr. D-7-79-228-30 eingetragen. Die Pfarrei gehört zum Dekanat Weißenburg-Wemding des Bistums Eichstätt.

## Beschreibung
Die im Kern romanische Kreuzbasilika besteht aus einem dreischiffigen Langhaus mit einem Querschiff. Der eingezogene, polygonal geschlossene und von Strebepfeilern gestützte gotische Chor im Osten stammt aus dem beginnenden 14. Jahrhundert. Nach einem Brand wurde der im Grundriss quadratische Kirchturm im südwestlichen Chorwinkel erneuert. Mit dem Bau des nördlichen Kirchturms wurde 1619 begonnen. Beide Türme erhielten achteckige Obergeschosse nach einem Entwurf von Constantin Pader, die mit von Laternen gekrönten Glockenhauben abschließen. 
Im Glockenstuhl des Nordturms hängen sechs Kirchenglocken. Vier historische Glocken wurden im Jahr 2010 durch zwei weitere ergänzt.
| Glocke | Name            | Gießer                  | Gussjahr | Durchmesser | Gewicht | Schlagton |
| ------ | --------------- | ----------------------- | -------- | ----------- | ------- | --------- |
| 1      | Dreifaltigkeit  | Glockengießerei Bachert | 2010     | 1665 mm     | 3272 kg | des′-10   |
| 2      | Allerheiligen   | Hans III. Glockengießer | 16. Jh.  | 1305 mm     | 1500 kg | f′-6      |
| 3      | Heilige Familie | Wolfgang Steger II.     | 1559     | 1188 mm     | 1000 kg | g′-13     |
| 4      | Christus        | Wolfgang Steger II.     | 1559     | 1080 mm     | 0800 kg | as′       |
| 5      | Wetterglocke    | Matthias Perner         | 1757     | 0843 mm     | 0350 kg | b′        |
| 6      | Gundekar        | Glockengießerei Bachert | 2010     | 0790 mm     | 0298 kg | des″-11   |

Zur Kirchenausstattung gehören der 1630/35 aufgestellte Hochaltar und die  Seitenaltäre aus Stuckmarmor, die 1713 Dominikus Zimmermann geschaffen hat. 
Den Orgelprospekt hat 1686 Paul Prescher gebaut. Darin baute 1969 die Manufaktur G. F. Steinmeyer & Co. ein neues Instrument ein. Die Orgel verfügt über 24 Register auf zwei Manualen und Pedal.

## Nachweise
1. ↑  createsoundscape.de: Kath. Pfarrkirche St. Emmeram in Wemding

Koordinaten: 48° 52′ 29,7″ N, 10° 43′ 29″ O